# ウィーン会議

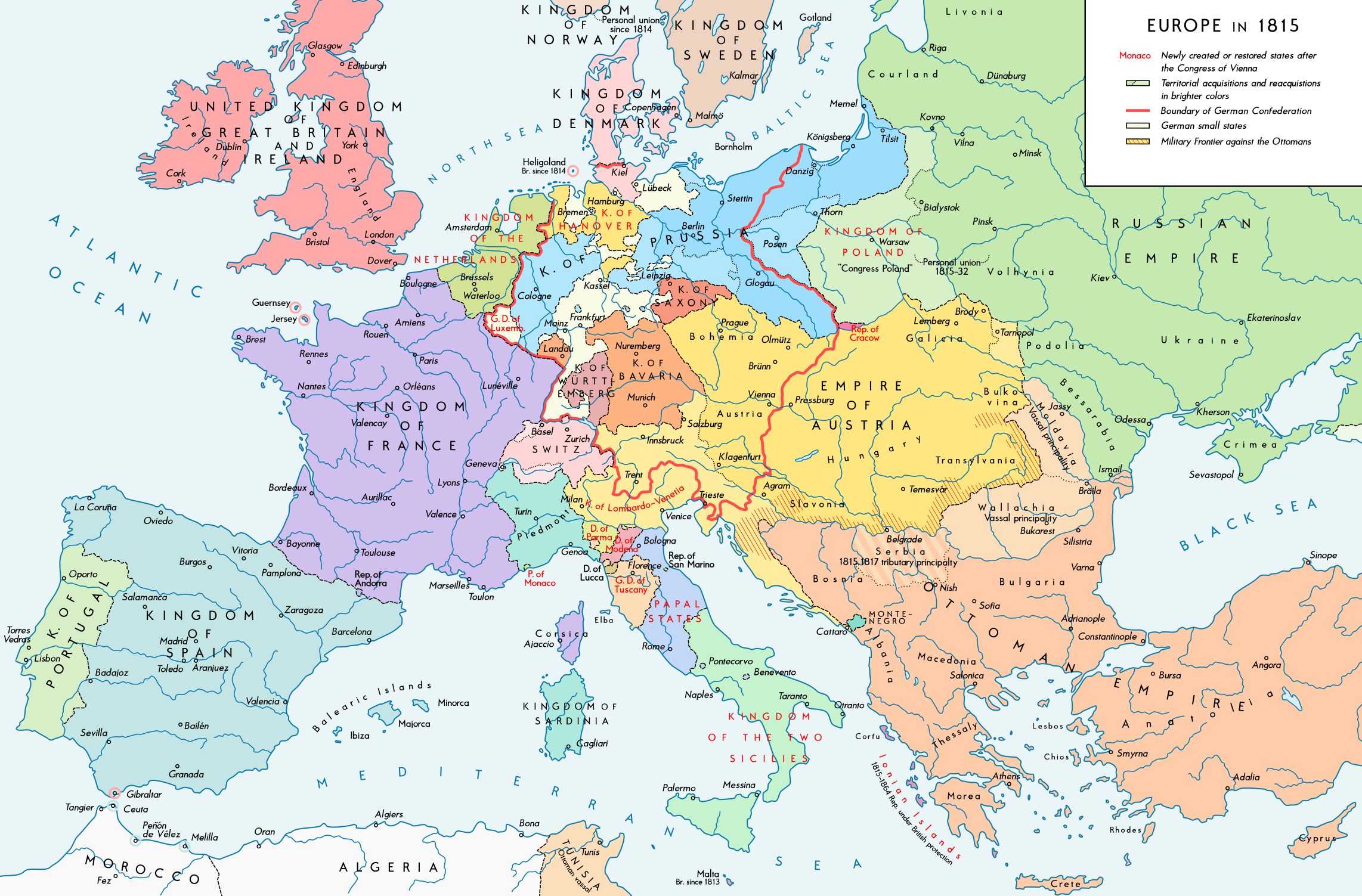
ヨーロッパで国境を再描画（1815年）。ウィーン会議の後

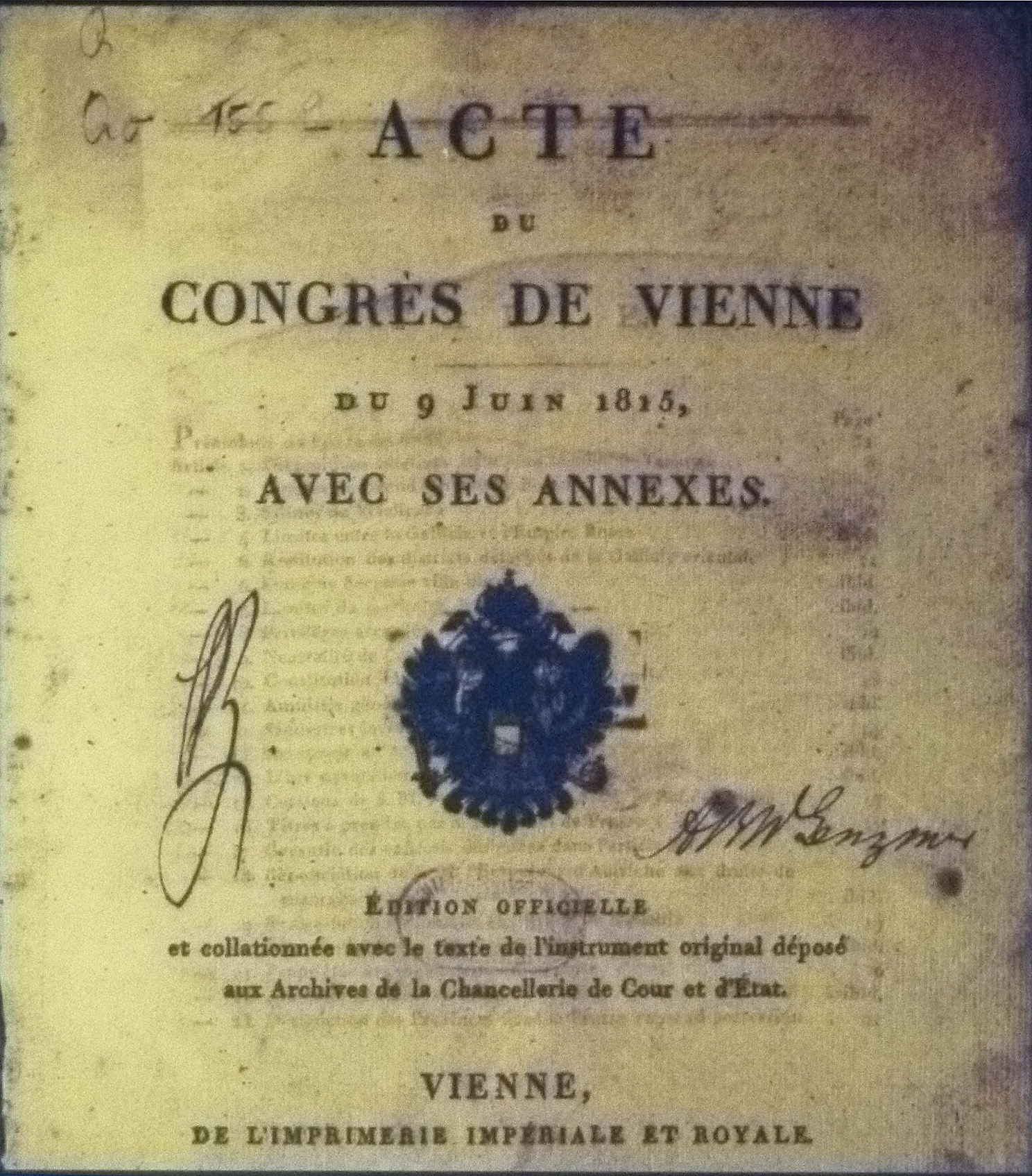
ウィーン会議の条約（1815年）

ウィーン会議（ウィーンかいぎ、ドイツ語: Wiener Kongress、フランス語: Congrès de Vienne、英語: Congress of Vienna）は、1814年から1815年にかけて、オーストリア帝国の首都ウィーンにおいて開催された国際会議。
オーストリアの外相クレメンス・フォン・メッテルニヒが議長を務め、ヨーロッパ諸国の代表が集った。会場はシェーンブルン宮殿。

## 概要
ウィーン会議は、フランス革命とナポレオン戦争終結後のヨーロッパの秩序再建と領土分割を目的として、オスマン帝国を除く全ヨーロッパ各国代表が集まり、1814年9月1日から開催された。
会議を主導したのは議長国オーストリアのほか、イギリス、プロイセン、ロシアである。中でも議長メッテルニヒとイギリス代表カースルレー子爵が中心的な役割を果たした。この会議には、ナポレオン戦争に敗れたフランスも招待されており、その代表タレーランも会議において活躍した。
1792年以前の状態に戻す正統主義を原則としたが、各国の利害が衝突して数か月を経ても遅々として進捗せず、「会議は踊る、されど進まず」と評された。しかし、1815年3月にナポレオンがエルバ島を脱出したとの報が入ると、危機感を抱いた各国の間で妥協が成立し、1815年6月9日にウィーン議定書が締結された。このウィーン議定書により出現したヨーロッパにおける国際秩序は「ウィーン体制」とよばれる。

## 基本原則
大国による「勢力均衡」と「正統主義」がウィーン会議の基本原則であった。正統主義とは、フランス革命・ナポレオン戦争によって混乱したヨーロッパにおいて、それ以前の「正統な」統治者を復位させ、旧体制を復活させることを目指した理念である。この理念は、フランス代表タレーランによって主張され、国内に多くの民族を抱えるオーストリア帝国の外相メッテルニヒが支持した。
しかし、ウィーン会議ではフランス革命以前の体制の完全な復活ではなく、大国による「勢力均衡」を踏まえた形での正統主義の実現が目指された。例えば、革命によって神聖ローマ帝国が解体しナポレオンが整理・統合したドイツ諸国は、オーストリアとプロイセンの二大国を中心としたドイツ連邦として再出発することとなった。
これによって勢力均衡を維持し回復する力を有した大国同士が相互に均衡を維持し合う国際秩序（ウィーン体制）が構築され、ヨーロッパにはおよそ30年間の平和がもたらされた。
会議は各国の国益が複雑に衝突したため当初難航した。交渉の過程でロシア帝国とプロイセン王国はそれぞれポーランドとザクセンへの進出を企図したが、これをヨーロッパの勢力均衡に対する重大な脅威とみたイギリス(カースルレー)、フランス王国(タレーラン)、オーストリア帝国(メッテルニヒ)は1815年1月にウィーン秘密協定に合意し軍事的優位に立つことで、両国の譲歩を引き出した。

## 主な各国代表
1. 初代ウェリントン公爵アーサー・ウェルズリー
2. 第7代オリオラ伯爵ジョアキン・ロボ・ダ・シルヴェイラ
3. ポルト・サント伯爵アントニオ・デ・サルダーニャ・ダ・ガマ
4. カール・レーヴェンイェルム伯爵（英語版）
5. 第5代ノアイユ公爵ジャン＝ルイ＝ポール＝フランソワ（英語版）
6. クレメンス・ヴェンツェル・フォン・メッテルニヒ
7. アンドレ・デュパン（英語版）
8. カール・ロベルト・ネッセルローデ伯爵
9. 初代パルメラ公爵ペドロ・デ・ソウザ・ホルステイン
10. カースルレー子爵ロバート・ステュアート
11. ダールベルク公爵エメリッヒ・ヨーゼフ・フォン・ダールベルク
12. ヨハン・フォン・ヴェッセンベルク＝アンプリンゲン男爵（英語版）
13. アンドレイ・キリロヴィチ・ラズモフスキー公爵
14. 初代ステュアート男爵チャールズ・ステュアート
15. ラブラドール侯爵ペドロ・ゴメス・ラブラドール（英語版）
16. 第2代クランカーティ伯爵リチャード・ル・プア・トレンチ（英語版）
17. ニコラウス・フォン・ヴァッケン（ドイツ語版）（記録官）
18. フリードリヒ・フォン・ゲンツ（英語版）（会議秘書官）
19. ヴィルヘルム・フォン・フンボルト男爵
20. 初代カスカート伯爵ウィリアム・カスカート（英語版）
21. カール・アウグスト・フォン・ハルデンベルク
22. シャルル＝モーリス・ド・タレーラン＝ペリゴール
23. グスタフ・エルンスト・フォン・シュタッケルベルク伯爵（英語版）

- オーストリア帝国
  - 君主：皇帝フランツ1世

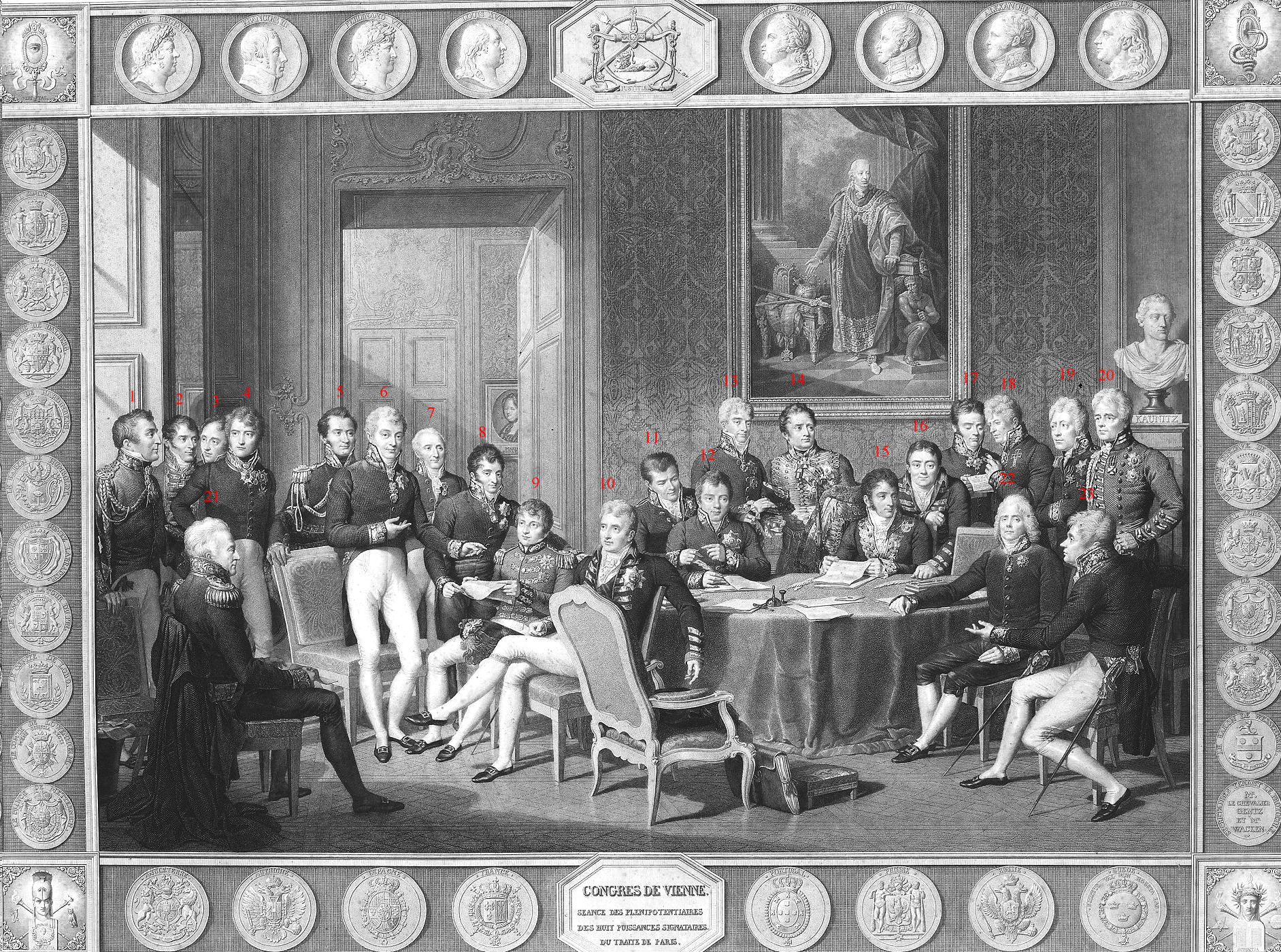
ジャン＝バティスト・イザベイの絵画に基づくエングレービング。下記のウィーン会議出席者が描かれている：

  - 全権：外相メッテルニヒ公爵クレメンス・ヴェンツェル・ロタール
- ロシア帝国
  - 君主：皇帝アレクサンドル1世
  - 首席全権：国務長官ネッセルローデ伯爵カール・ロベルト
- プロイセン王国
  - 君主：国王フリードリヒ・ヴィルヘルム3世
  - 首席全権：宰相ハルデンベルク侯爵カール・アウグスト
- グレートブリテン及びアイルランド連合王国
  - 首席全権：外相カースルレー子爵ロバート・ステュアート
  - 首席全権代理：駐仏公使 初代ウェリントン公爵アーサー・ウェルズリー（内閣改造によりカースルレー子爵が会議途中で本国へ帰国したため）
  - 首席全権代理：駐蘭公使第2代クランカーティ伯爵リチャード・トレンチ (en) （ナポレオンの百日天下を撃滅すべくウェリントン公爵が南ネーデルラントへ出陣したため）
- フランス王国
  - 首席全権：首相ベネヴァント公爵シャルル・モーリス・タレイラン
- ローマ教皇領
  - 首席全権：国務長官枢機卿エルコール・コンサルヴィ

## 議定内容
下記にウィーン議定書の内容を示す。なお太字は神聖同盟の原加盟国、下線は四国同盟の原加盟国を示す。
| 参加国                     | 議定内容 |
| -------------------------- | --- |
| オーストリア帝国           | - 旧神聖ローマ帝国領の大部分にあたる35君主国と4自由市でドイツ連邦を構成、オーストリア皇帝をその盟主とする。 - イタリア北部のロンバルディアと旧ヴェネツィア共和国領を獲得、オーストリア皇帝が王を兼ねるロンバルド＝ヴェネト王国とする。 |
| ロシア帝国                 | - ロシア皇帝が大公を兼ねるフィンランド大公国が承認される。 - オスマン帝国からベッサラビアを獲得する。 - ワルシャワ公国の大部分をポーランド立憲王国とし、ロシア皇帝が王を兼ねる事実上のロシア領にする（第四次ポーランド分割）。 |
| プロイセン王国             | - ザクセン王国の北半分、ラインラント、旧ルクセンブルク公領の一部、オラニエ＝ナッサウ家のドイツ内の所領などを獲得する。 - ワルシャワ公国の一部をポズナン大公国とし、プロイセン王が大公を兼ねる。 - スウェーデンから西ポンメルンを獲得する。 |
| イギリス連合王国           | - フランスからマルタ島を獲得する。 - オランダからセイロン島とケープ植民地を獲得する。 - イオニア諸島（現ギリシャ）の宗主権を獲得し、イオニア諸島合衆国を成立させる。 |
| フランス王国               | - セネガルを植民地にする。 - ルイ18世が即位してブルボン朝が復活、フランス革命前の状態を回復する（フランス復古王政）。 |
| オランダ（ネーデルラント） | - 旧ネーデルラント連邦共和国領に加え、オーストリアから旧ルクセンブルク公領の大部分を含む南ネーデルラントを獲得、新たにオラニエ＝ナッサウ家の王を戴くネーデルラント連合王国に再編する。 - 旧ルクセンブルク公領は新たにオランダ王が大公を兼ねるルクセンブルク大公国とし、ドイツ連邦に加盟する。 - 南ネーデルラントの大部分は1830年に独立してベルギー王国になる。 |
| スウェーデン王国           | - デンマークからノルウェーを獲得、スウェーデンとの同君連合下に入れる（スウェーデン＝ノルウェー連合王国）。 |
| サルデーニャ王国           | - 旧ジェノヴァ共和国領を獲得する。 |
| ナポリ王国                 | - フェルディナンド4世が復位してシチリア・ブルボン朝が復活。 - 翌1816年にシチリア王国と正式に合併して両シチリア王国が成立する。 |
| スペイン王国               | - フェルナンド7世が復位してスペイン・ブルボン朝が復活。 |
| スイス連邦                 | - 新たに5つのカントン（州）を加え、永世中立国として承認される。 |